# Kwarea pallidihirta
Kwarea pallidihirta är en tvåvingeart som beskrevs av Curtis W. Sabrosky 1954. Kwarea pallidihirta ingår i släktet Kwarea och familjen fritflugor.
Artens utbredningsområde är Tanzania. Inga underarter finns listade i Catalogue of Life.